# Scaris radiata
Scaris radiata är en insektsart som beskrevs av Freytag och Delong 1982. Scaris radiata ingår i släktet Scaris och familjen dvärgstritar. Inga underarter finns listade i Catalogue of Life.